# 碧南市立日進小学校
碧南市立日進小学校（へきなんしりつ にっしんしょうがっこう）は、愛知県碧南市日進町にある公立小学校。

## 校区
- 校区は大堤町3・4丁目、霞浦町、亀穴町3・4丁目、鴻島町2-6丁目、小屋下町、三間町、下洲町、日進町、東浦町、伏見町、平七町、三宅町、矢繩町、流作町であり、公立中学校の進学先は碧南市立東中学校に進学する[1]。
- 旧・碧海郡旭村の小学校であった。

## 沿革
日進小学校の創立年は1892年である。ここではそれ以前についても記述する。
- 1873年（明治6年） -
  - 10月30日 - 棚尾村に霞浦学校が開校。東正寺[注釈 1]を仮校舎とする。
  - 11月27日 - 伏見屋新田に鴻島学校が開校。
- 1876年（明治9年） -
  - 棚尾村中組のうち東浦が平七村に編入される。東浦を校区としていた霞浦学校は棚尾村から平七村の学校となり、平七学校に改称する。
  - 鴻島学校が伏見屋学校に改称する。
- 1886年（明治19年） - 伏見屋学校は平七学校に統合される。
- 1887年（明治20年） - 尋常小学平七学校に改称する。
- 1889年（明治22年）10月1日 - 平七村、前浜新田、伏見屋新田、伏見屋外新田が合併し、志貴崎村が発足。
- 1891年（明治24年）8月8日 - 志貴崎村の一部（旧・伏見屋新田）が分立し、伏見屋村が発足。伏見屋村が単独で尋常小学伏見屋学校を開校する。
- 1892年（明治25年） -
  - 志貴崎村と伏見屋村で組合を設置。尋常小学平七学校と尋常小学伏見屋学校を統合し、志貴崎村伏見屋村組合立日進尋常小学校となる。
  - 棚尾村、志貴崎村、伏見屋村、鷲塚村で組合を設立。伏見屋村に四ヶ村組合立啓成高等小学校を設立する。
- 1896年（明治29年） - 啓成高等小学校が廃校となる。日進尋常小学校に高等科を設置し、志貴崎村伏見屋村組合立日進尋常高等小学校に改称する。
- 1906年（明治39年）5月1日 - 志貴崎村、伏見屋村、鷲塚村が合併し、旭村が発足する。
- 1907年（明治40年） - 旭村立日進尋常高等小学校に改称する。
- 1941年（昭和16年）4月1日 - 日進国民学校に改称する。
- 1947年（昭和22年）4月1日 - 旭村立日進小学校に改称する。校舎の一部が旭村立旭中学校西学舎となる。
- 1948年（昭和23年）
  - 4月1日 - 旭中学校西学舎が廃止される。
  - 4月5日 - 大浜町、新川町、棚尾町、旭村が合併し市制施行、碧南市が発足する。同時に碧南市立日進小学校に改称する。
- 1973年（昭和48年）2月 - 新校舎（鉄筋コンクリート造。現・本館。）が完成する。
- 1974年（昭和49年）3月 - 体育館が完成する。
- 2003年（平成15年）3月 - 新館が完成する。

## 交通アクセス
- 名鉄三河線碧南駅下車、徒歩約25分。
- くるくるバスみどりコース、あおコース「日進公民館」バス停より徒歩約3分。

## 周辺施設
- 愛知県立碧南高等学校
- 碧南市立東中学校
- 碧南市立南中学校
- 碧南市立棚尾小学校
- 日進保育園
- 棚尾保育園
- 棚尾幼稚園
- 碧南市役所
- ピアゴ碧南東店
- 日進公民館
- 旧・名鉄三河線三河旭駅